# Манхаген
Манхаген (њем. Manhagen) општина је у њемачкој савезној држави Шлезвиг-Холштајн. Једно је од 36 општинских средишта округа Остхолштајн. Према процјени из 2010. у општини је живјело 407 становника. Посједује регионалну шифру (AGS) 1055029.

## Географски и демографски подаци
Манхаген се налази у савезној држави Шлезвиг-Холштајн у округу Остхолштајн. Општина се налази на надморској висини од 25 метара. Површина општине износи 9,6 km². У самом мјесту је, према процјени из 2010. године, живјело 407 становника. Просјечна густина становништва износи 42 становника/km².